# Interplanetary Monitoring Platform C
L'Interplanetary Monitoring Platform C, a volte citato anche come Explorer 28 o con l'acronimo IMP C o IMP 3, è stato un satellite artificiale NASA lanciato nel maggio 1965. È stato il terzo satellite del programma Interplanetary Monitoring Platform, iniziato nel 1963 ed avente lo scopo di ricavare informazioni sul plasma e il campo magnetico interplanetari.

## Struttura e funzionamento
La struttura dell'Interplanetary Monitoring Platform C era simile a quella dei suoi due predecessori, l'Interplanetary Monitoring Platform A, noto come Explorer 18 e lanciato nel 1963, e l'Interplanetary Monitoring Platform B, noto come Explorer 21 e lanciato nel 1964, sebbene fosse di più leggero di circa 5 kg.
Di forma ottagonale, largo 71 cm, alto 20 cm e dotato di batterie alimentate sia chimicamente che da 4 pannelli solari, l'Interplanetary Monitoring Platform C recava con sé 7 esperimenti, per un totale di circa 20 kg di peso, dedicati all'analisi delle particelle costituenti i raggi cosmici e il vento solare, per cui utilizzava, tra le altre cose, delle sonde di Langmuir, nonché all'analisi del campo magnetico interplanetario, per cui utilizzava dei magnetometri fluxgate e un magnetometro a vapore di rubidio.
Una volta messo in orbita il satellite era stabilizzato utilizzando la tecnica di stabilizzazione di spin, una tecnica di stabilizzazione passiva nella quale l'intero veicolo ruota su se stesso in modo che il suo vettore di momento angolare rimanga pressoché fissato nello spazio inerziale. Il movimento di rotazione è stabile se il satellite gira attorno all'asse che ha momento d'inerzia massimo. Nel caso dell'IMP C, la velocità di rotazione era inizialmente di 23,7 giri al minuto (rpm); a causa della pressione della radiazione solare essa è poi variata scendendo a un minimo di 18,25 rpm dopo 80 giorni per poi risalire fino a un massimo di 27,4 rpm dopo 270 giorni ed arrivare a 22,4 rpm dopo un anno. L'asse di spin, invece, era orientato verso un punto di ascensione retta di 64,9° e una declinazione di -10,9°, con una precisione di ±1°; anche l'angolo dell'asse di spin subì varie modifiche a causa della pressione della radiazione solare, arrivando a uno scostamento massimo di 1,5°.

## Lancio e operatività
L'Interplanetary Monitoring Platform C venne lanciato il 12 maggio 1967 per mezzo di un razzo Delta C dal complesso di lancio 17 della base aerea statunitense di Cape Canaveral, in Florida.
Dopo essersi stabilito in orbita, nonostante alcuni malfunzionamenti verificatisi subito dopo la partenza, come quello di uno dei due magnetometri fluxgate, il satellite ha iniziato ad inviare dati a terra con regolarità fino a metà aprile 1967, quando i dati hanno iniziato ad arrivare in maniera intermittente, infine il contatto con il satellite è stato perso il 12 maggio 1967. Il 4 luglio 1968 l'Interplanetary Monitoring Platform C ha quindi effettuato il proprio rientro atmosferico disintegrandosi.